# عباس‌آقا تبریزی
عباس‌آقا تبریزی (۱۲۶۴ در تبریز – ۸ شهریور ۱۲۸۶ در تهران) با نام دیگر عباس‌آقا صراف آذربایجانی یا تبریزی قاتل علی اصغر اتابک (میرزا علی اصغرخان امین السلطان) در جریان جنبش مشروطه ایران بود.
از زندگی او چیز زیادی دانسته نیست جز آن‌که از مردم تبریز بوده، پدرش حاجی محمد نام داشته و در تهران به‌کار صرافی می‌پرداخته و در بازار تهران بسیاری او را می‌شناخته‌اند.
عباس آقا تبریزی یکی از اعضای اتاق تجارت تهران بوده است.

## ترور اتابک
گویا حیدر عمو اوغلی او را برای کشتن اتابک اعظم برگزیده و آموزش داده بود.
گفته شده است که مذهب پدر عباس آقا بابی بوده  و وی عضو یک انجمن مخفی بوده که دفتر مرکزی اش در باکوی آذربایجان بوده است. هدف این انجمن احیای ایران اعلام شده بود. یکی از اقداماتی که این انجمن برای نجات ایران ضروری می‌دانست، حذف اتابک اعظم بوده است. با قرعه کشی انجام شده، قرعه شماره ۴۱ بنام عباس آقا افتاد و وی مامور به این اقدام شد.
او در تاریخ ۸ شهریور ۱۲۸۶ ه‍.خ. علی اصغر اتابک را کشت و چون در محاصره افتاد، تیری هم به خود زد و درگذشت. هنگام مرگ بیست و دو ساله بود. از جیب او کارتی به دست آمد که روی آن نوشته بود:
عباس‌آقا صراف آذربایجانی عضو انجمن نمره ۴۱ فدائی ملت
از این "انجمن" نیز نشانی در نوشته‌های آن دوره نیست و احتمالاً وی برای ترساندن دیگر مستبدین چنین کارتی را در جیب گذاشته بود.
پیکر او بیش از دو روز روی خاک‌های اطراف مجلس افتاده بود و شهربانی اجازه نمی‌داد کسی آن را برداشته دفن کند. کمی بعد شنیده شد شهربانی او را با همان لباس‌ها در گودالی انداخته و خاک کرده است، اما بعداً از ترس آزادیخواهان، پیکر را بیرون آورده کفن کرده و دوباره خاک کرده است.
ترس مردم که از اقدامات شهربانی کمتر شد، مکان دفن او را یافته و به همت دو تن از بازاریان اقدام به ساخت گور مناسب برای وی کردند. اما چند روز پس از آنکه مجلس شورای ملی به دستور محمدعلی‌شاه و به دست کلنل لیاخوف روسی به توپ بسته شد و برخی از آزادیخوان کشته و به زنجیر کشیده شدند، شاه دستور داد قبر عباس‌آقا تبریزی به همراه دو نفر دیگر از کشته‌های راه مشروطه (سیدعبدالحمید و حاجی سید حسین) گشوده و استخوان‌های آن‌ها را بیرون آورده و دور اندازند.
کسروی در کتاب تاریخ مشروطه می‌نویسد که در ۱۵ شهریور ۱۲۸۶ که برابر با هفتمین روز از مرگ عباس آقا بود، نزدیک به دو هزار نفر از ساکنین تهران برای برگزاری مراسم دور گور او گرد آمدند. در آن روز ملک‌المتکلمین و بهاءالواعظین سخنرانی‌هایی در باب جانفشانی عباس آقا ارائه کردند.
واکنش‌ها به اقدام عباس آقا صراف تبریزی محدود به تهران نبود. در آذربایجان که به واسطهٔ افشای تلگراف اتابک به اقبال‌السلطنه ماکویی در خصوص تداوم به اقدامات ایذایی و مخالفت پنهانی با مشروطه‌خواهان، فضا بسیار ملتهب بود، با شنیدن خبر ترور اتابک به شادمانی پرداختند. سپس در روز ۲۸ شهریور ۱۲۸۶ در مسجد میدان مقصودیه مجلس ختمی برای عباس آقا برگزار کردند. این مراسم بسیار پرشکوه و با حضور آزادیخواهان از اقصی‌نقاط تبریز برگزار شد. 
مراسم روز چهلم او نیز در ۱۳ مهر ۱۲۸۶ در تهران باشکوه برگزار شد. روزنامه حبل‌المتین در این باره نوشت: ««جمعیت صحرا را فرا گرفته بود که جای عبور نبود. عده جمعیت یکصد هزار نفر تخمین زده شد ... چایی و قهوه و سایر لوازم از همت وطن پرستان سبیل بود ... خوانچه‌های شیرینی زیاده از حد و شماره نثار شد ...» بهاءالواعظین این شعر را در رثای او خواند:
| ای مزار محترم هر چند بزم ماتمی        |  | لیک ازین نوگل که خفت اندر تو شاد و خرمی |
| جای دارد در تو آنکو عالمی را زنده کرد |  | عیسیت خوابیده در دامن تو مانا مریمی     |
| ای جهان غیرت ای عباس آقا کز شرف       |  | زخم قلب ملک و ملت را تو شافی مرهمی      |
| ترک ایرانی نژاد ای آنکه همچون تهمتن   |  | معلی فر فریدون محیی جاه جمی             |
| گفت تاریخ عزایش را بزاری خاوری        |  | کرد از شش لول احیا عالمی را آدمی        |

## اقدامات مشابه
در هشتم اسفند همان سال ترور محمدعلی شاه صورت گرفت. 
در ۱۶ اسفند همان سال، شخصی به نام نعمت‌الله بروجردی با اقدامی شبیه به عباس آقا تبریزی، قوام‌الملک شیرازی را به ضرب ۴ گلوله در شیراز ترور کرد و سپس تیری به خود زد و درگذشت. از جیب بغل او تکه کاغذی بیرون آوردند که روی آن نوشته شده بود: «نعمةالله بروجردی نمره ۱۹ قاتل نصرت‌الدوله پسر قوام الملک شیرازی». 

## گالری

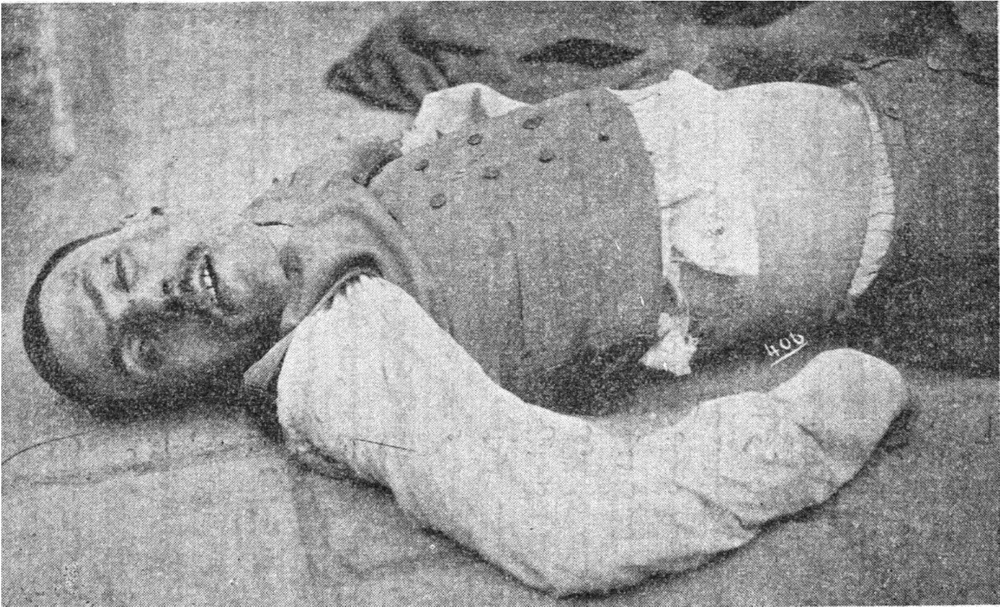
پیکر عباس آقا صراف تبریزی
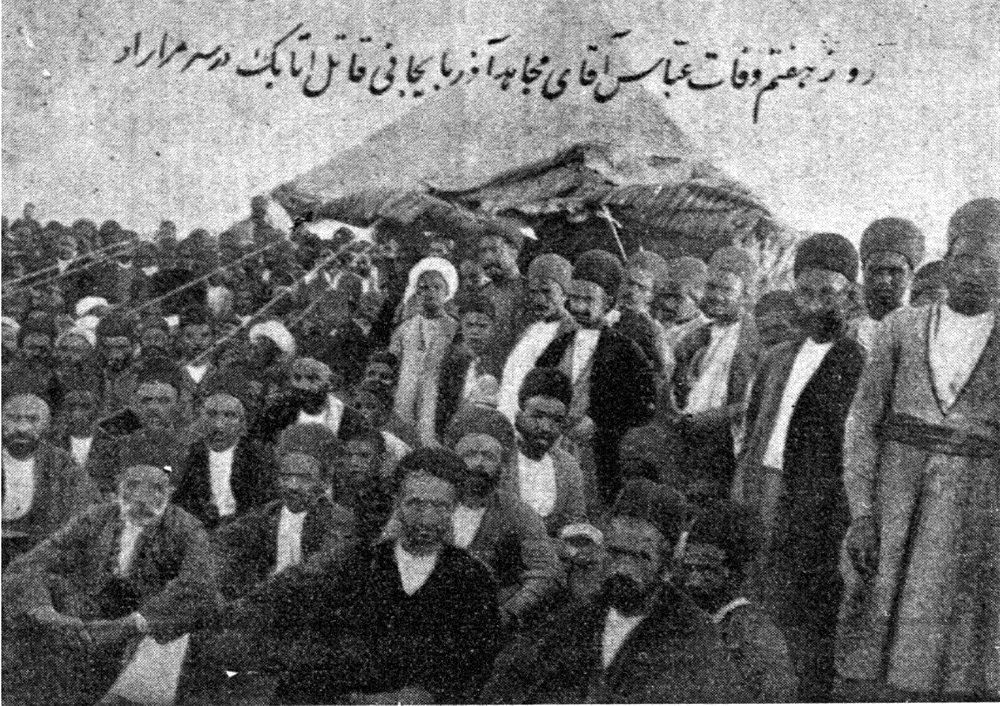
روز هفتم عباس آقای مجاهد قاتل اتابک در سر مزار او
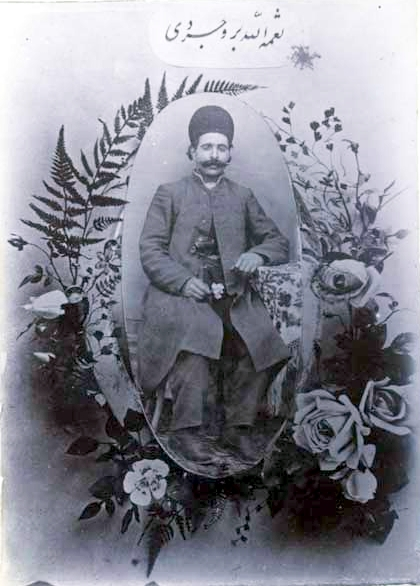
نعمت‌الله بروجردی کشنده قوام